# Carex collinsii
Carex collinsii är en halvgräsart som beskrevs av Thomas Nuttall. Carex collinsii ingår i släktet starrar, och familjen halvgräs. Inga underarter finns listade i Catalogue of Life.